# فيلق الفرسان الأول (الفيرماخت)

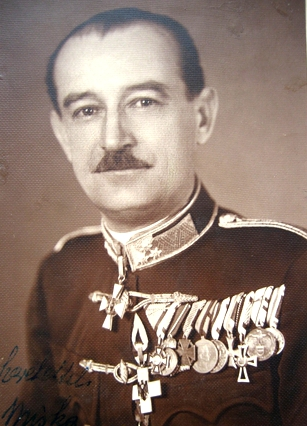
اللفتنانت جنرال ميهالي إيبراني

فيلق الفرسان الأول (بالألمانية: I. Kavalleriekorps)‏، والمعروف في البداية ببساطة باسم سلاح الفرسان (بالألمانية: Kavalleriekorps)‏، كان فيلق في الجيش الألماني الفيرماخت خلال الحرب العالمية الثانية. تم تشكيله في عام 1944 واستمر حتى عام 1945.

## التاريخ
تم تشكيل فيلق الفرسان في 25 مايو 1944 في الحكومة العامة،  باستخدام معظم أفراد فيلق LXXVIII قصير العمر.  تم قيادة الفيلق طوال حياته من قبل جوستاف هارتينيك،  وكسبه لقب سلاح الفرسان هارتينيك.  خدم في بعض الأحيان تحت الجيش الثاني والجيش الرابع والجيش السادس وجيش بانزر الثاني .
بدءًا من يونيو 1944، تم نشر فيلق الفرسان على الجبهة الشرقية ضد الجيش الأحمر. تم وضع الفيلق، الذي لم يتم نشره وتشغيله بالكامل، ضد القوات السوفيتية التي تقدمت ضد الخطوط الألمانية كجزء من عملية باغراتيون، الهجوم السوفياتي الذي أدى إلى انهيار مجموعة الجيوش الوسطى الألمانية. بعد نهاية العملية، حارب فيلق الفرسان علىنهر ناريف وفي شرق بروسيا. 
كان فيلق الفرسان يعرف باسم سلاح الفرسان الأول بدءًا من فبراير 1945. 
شارك فيلق الفرسان الأول في عملية صحوة الربيع الفاشلة في مارس 1945، وهو آخر هجوم ألماني كبير خلال الحرب العالمية الثانية. بعد فشل صحوة الربيع، قام سلاح الفرسان الأو بتنظيم قتال تجاه النمسا. بعد استسلام ألمانيا في 8 مايو 1945، تم اعتقال أفراد الفيلق، إلى حد كبير، من قبل قوات الجيش البريطاني ونقله إلى فورتمبرغ وهيس. في وقت لاحق، تم حل التشكيلات المستسلمة رسميًا من قبل جيش الولايات المتحدة في يونيو 1945. تمت مصادرة الخيول من قبل الحلفاء وإعادة استخدامها لأغراض زراعية. 

## ميراث
كان فيلق الفرسان الأول آخر تشكيل سلاح فرسان رئيسي في التاريخ العسكري الألماني.  بعد إعادة إنشاء القوات العسكرية الألمانية المستقلة في عام 1955، لم ينشئ البوندسهير لالمانيا الغربية والجيش الشعبي الوطني لألمانيا الشرقية تشكيلات فرسان كبيرة. 

## الأفراد الجديرون بالملاحظة
- غوستاف هارتينيك، قائد الفيلق. [3]

## روابط خارجية
- آي كافاليريكوربس (1. ) ، Lexikon der Wehrmacht (في ألمانيا).
- Das I. Kavallerie-Korps ، Balsi.de (بالألمانية).